# Recurvirostra
Recurvirostra és un gènere d'ocells de la família dels recurviròstrids (Recurvirostridae). Només una de les espècies habita als Països Catalans, el bec d'alena, nom comú que s'aplica també a la resta d'espècies del gènere. Són ocells camallargs que es distribueixen per zones càlides de tot el Món.
Es caracteritzen per llurs potes molt llargues i fines, i el bec llarg, prim i corbat cap amunt, amb el que escombren l'aigua de banda a banda, mentre s'alimenten als aiguamolls salobres o salins, preferentment. Les diferents espècies tenen plomatge de diferents colors, incloent de vegades el vermell.
Tenen potes palmades, amb les que neden amb facilitat. La dieta consisteix en insectes aquàtics i altres petits animals. Nien a terra en colònies laxes.

## Llista d'espècies
S'han descrit quatre espècies dins aquest gènere:
- Bec d'alena comú (Recurvirostra avosetta).
- Bec d'alena nord-americà (Recurvirostra americana).
- Bec d'alena andí (Recurvirostra andina).
- Bec d'alena australià (Recurvirostra novaehollandiae).